# Myxoderma qawashqari
Myxoderma qawashqari is een zeester uit de familie Zoroasteridae.
De wetenschappelijke naam van de soort werd in 1976 gepubliceerd door Moyana & Larrain Prat.